# Confide
Confide was een Amerikaanse metalcoreband opgericht in Anaheim, Californië in 2004. De band bracht in 2005 hun eerste ep Innocence Surround uit. In november 2010 speelde de band een afscheidsoptreden en gingen ze uit elkaar. Tijdens een korte reünie in 2013 kwam hun derde studioalbum All Is Calm uit.

## Biografie

### Beginjaren
Confide werd opgericht als een deathcore band in augustus 2004 door Aaron Van Zuthpen, Jason Pickard en Josh Plesh. Ze gingen op zoek naar een bassist en gitarist in hun vriendenkring en zo kwamen ook Jeffrey Helberg en Billy Pruden bij de band. Jason Pickard werd een jaar later vervangen door John Penton als drummer. Met deze bezetting nam de band de twee ep's Innocence Surround en Introduction op. Eind 2006 verliet zanger Josh Plesh de band en werd vervangen door Engelsman Ross Kenyon van de Britse band PenKnifeLoveLife. Het veranderen van zanger veranderde ook de stijl van de band, die vanaf dat moment alle deathmetal invloeden achter zich lieten. In 2007 werd Kenyon verplicht om tijdelijk terug naar Engeland te verhuizen, waardoor Confide even een pauze moest nemen. Hij nam tijdelijk terug zijn rol in bij PenKnifeLovelife en na een tournee door Europa met And Their Eyes Were Bloodshot liet hij op de Myspace pagina van de band weten dat hij zich permanent zou focussen op Confide. Dit betekende het einde van de Britse band. Kenyon ging terug naar de Verenigde Staten en Confide begon aan het schrijven van hun eerste volledige studioalbum.

### Eerste studioalbum
Op 17 juni 2008 bracht Confide hun eerste studioalbum Shout the Truth uit bij Science Records, een dochteronderneming van Warner Bros. Die zomer speelde de band onder andere op Vans Warped Tour. Vlak na het uitbrengen van het album werd Science Records stopgezet door Warner Bros. en zat Confide zonder label. Door dit voorval verlieten gitarist Aaron Van Zutphen en drummer Arin Ilejay de band. Zij werden vervangen door gitarist Joshua Paul, die voorheen met de band meereisde als technicus, en drummer Joel Piper. Door Pipers verleden als soloartiest werd hij naast drummer ook zanger in de band. Op 25 juli 2009 maakte de band bekend dat ze hadden getekend bij Tragic Hero Records en dat ze hun debuutalbum Shout the Truth zouden heruitbrengen met door Joel Piper gezongen refreinen. Op het album stonden ook twee B-kanten en een cover van het nummer Such Great Heights van The Postal Service. 

### Tweede album en afscheid
In januari 2010 verliet bassist Billy Pruden de band. Hij werd vervangen door Trevor Vickers. In februari maakt de band bekend dat ze klaar waren met de opnamen van hun tweede album Recover. Op 7 april kwam de eerste single When Heaven is Silent uit. Op 21 april volgde de tweede single Now or Never. Op 18 mei, terwijl de band aan het toeren was door Europa en het Verenigd Koninkrijk, kwam het album uit.
Op 28 september 2010 werd bekendgemaakt dat Confide afzag van de geplande tournee met Miss May I. Bassist Ryan Neff van Miss May I plaatste een bericht op Twitter dat Confide ermee gestopt was. Dit bericht werd iets later weer verwijderd. De toekomst van de band was even onduidelijk, want op 29 september postte de band op hun Facebook pagina een bericht over hun tournee door Japan later dat jaar. Op 4 oktober 2010 volgde dan toch het officiële bericht dat de band ermee ging stoppen. De band liet weten dat ze nog door Japan zouden toeren en enkele afscheidsshows in hun thuisstaat zouden spelen alvorens er mee te stoppen. Op 7 november 2010 had de band zijn laatste optreden in The Glasshouse in Pomona (Californië). Na het optreden stonden fans van over het hele land de band buiten op te wachten om ze een laatste keer te bedanken.

### Comeback
Op 31 augustus 2012 maakte Confide hun comeback bekend en wegens gebrek aan een label startten ze een Kickstarter campagne om $30.000 dollar te verzamelen om een laatste album uit te kunnen brengen. Enkele dagen later, op 4 september, was het bedrag al bereikt. Op 30 september stond het totaal op $38.709 en de band ging van start met de opnamen. Ook lieten ze weten een korte tournee te doen ter promotie van dit album, maar ook dat ze geen plannen hadden om definitief terug bij elkaar te komen. De eerste single Sooner or Later kwam uit op 12 maart 2013. Op 30 juli 2013 kwam het album All Is Calm uit.

### Reünie
Op 30 November 2018 speelde de band nog een reünieoptreden ter ere van de tiende verjaardag van hun debuutalbum Shout the Truth, met de oorspronkelijke bezetting van het album. Het optreden ging door in The Glasshouse in Pomona, Californië waar de band in 2010 ook hun afscheidsoptreden speelde.

### Na Confide
Enkele leden van de band spelen na Confide in andere bands. Zo verving drummer Arin Ilejay in 2011 Mike Portnoy bij de Amerikaanse metalband Avenged Sevenfold. Ilejay speelde ook in de nu-metal band Islander. Drummer Joel Piper speelde een tijdje als onofficieel lid bij Of Mice & Men. Aaron Van Zuthpen sloot als bassist aan bij Nekrogoblikon.
In 2018 formeerden Kenyon, Piper en Vickers samen de nieuwe hardcore punk band Lifelong.

## Bandleden

### Laatste bezetting
- Jeffrey Helberg[6] (gitaar, 2004-2010, 2012-2013)
- Ross Michael Kenyon[7] (zang, 2006-2010, 2012-2013)
- Joshua Patrick Paul (gitaar, 2009-2010, 2012-2013)
- Joel Piper (drums, zang, 2009-2010, 2012-2013)
- Trevor Vickers (basgitaar, 2010, 2012-2013)

### Voormalige leden
- Josh Plesh[8] (zang, 2004-2006)
- Aaron Van Zutphen[9] (gitaar, 2004-2009)
- William 'Billy' Pruden[10] (basgitaar, 2004-2010)
- Jason Pickard[11] (drums, 2004-2005)
- John Penton[12] (drums, 2005-2007)
- Arin Ilejay[13] (drums, 2007-2009)

## Discografie

### Ep's
- Innocence Surround (2005)
- Introduction (2006)

### Studioalbums
- Shout the Truth (2008)
- Recover (2010)
- All Is Calm (2013)